# U-Bahn-Station Zieglergasse
Zieglergasse is een metrostation in het district Neubau van de Oostenrijkse hoofdstad Wenen. Het station werd geopend op 4 september 1993 en wordt bediend door lijn U3.
Het station is het westelijkste van de twee gestapelde stations onder de Mariahilfer Straße, de grens van het 6e en 7e district, en strekt zich uit tussen de Webgasse en Otto-Bauer-Gasse. Het station is genoemd naar de gelijknamige zijstraat die vanaf het station naar het noorden loopt en verwijst naar de steenfabrieken die hier vroeger stonden. 
De metrosporen lopen in verband met de beperkte ruimte door een dubbeldekstunnel onder de Mariahilfer Straße. De metro's rijden boven naar het oosten en beneden naar het westen.  De perrons liggen op niveau -2 en -3 langs de noordrand van de sporen, ze zijn aan beide uiteinden via vaste trappen, roltrappen en liften verbonden met de respectievelijke verdeelhallen op niveau -1, die op hun beurt verschillende (rol)trappen en liften naar de straat hebben. De afstanden tot de opvolgende stations zijn de kortste van de Weense metro. Verder liggen de toegangen van Neubaugasse zover uit elkaar dat het bovengronds maar een paar minuten lopen is en het daarom nauwelijks de moeite is om tussen Neubaugasse en Zieglergasse de metro te nemen.  
In de buurt van het station bevindt zich het voormalige Keizerlijke Hofmobiliendepot, dat nu onderdeel is van Schloss Schönbrunn Kultur- u. Betriebsges. m. b. H. en dienst doet als meubelmuseum .